# Friedrich Brauell

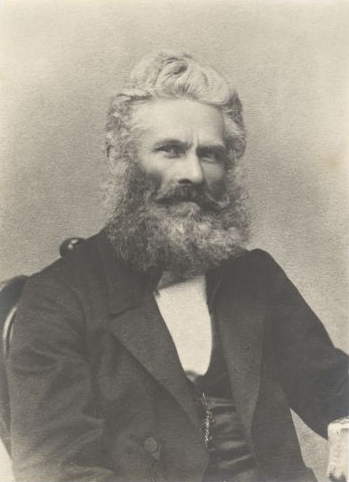
Friedrich Brauell

Friedrich August Brauell (* 11. Dezember 1807 in Weimar; † 10. Dezember 1882 in Leipzig) war ein deutscher Veterinärmediziner und Hochschullehrer. 

## Werdegang und berufliches Wirken
Brauell studierte Tierheilkunde in Jena und Berlin und arbeitete danach zunächst als Tiermediziner in Allstedt. 1834 promovierte er in Erlangen, ging 1837 nach Wilna und 1841 schließlich an die Kasaner Universität. 1846 wurde er hier (nach einer dritten  Prüfung als Tierarzt in St. Petersburg) zum außerordentlichen Professor ernannt und nahm ab 1848 eine Professur an der Veterinäranstalt in Dorpat wahr, wo er bis 1868 blieb. 1870/71 gab er als ordentlicher Honorar-Professor Lehrveranstaltungen an der Universität Leipzig.
Er veröffentlichte ab 1857 zwei bedeutende Arbeiten zu den von Aloys Pollender 1849 entdeckten Milzbrandbazillen.